# 蕉门水道

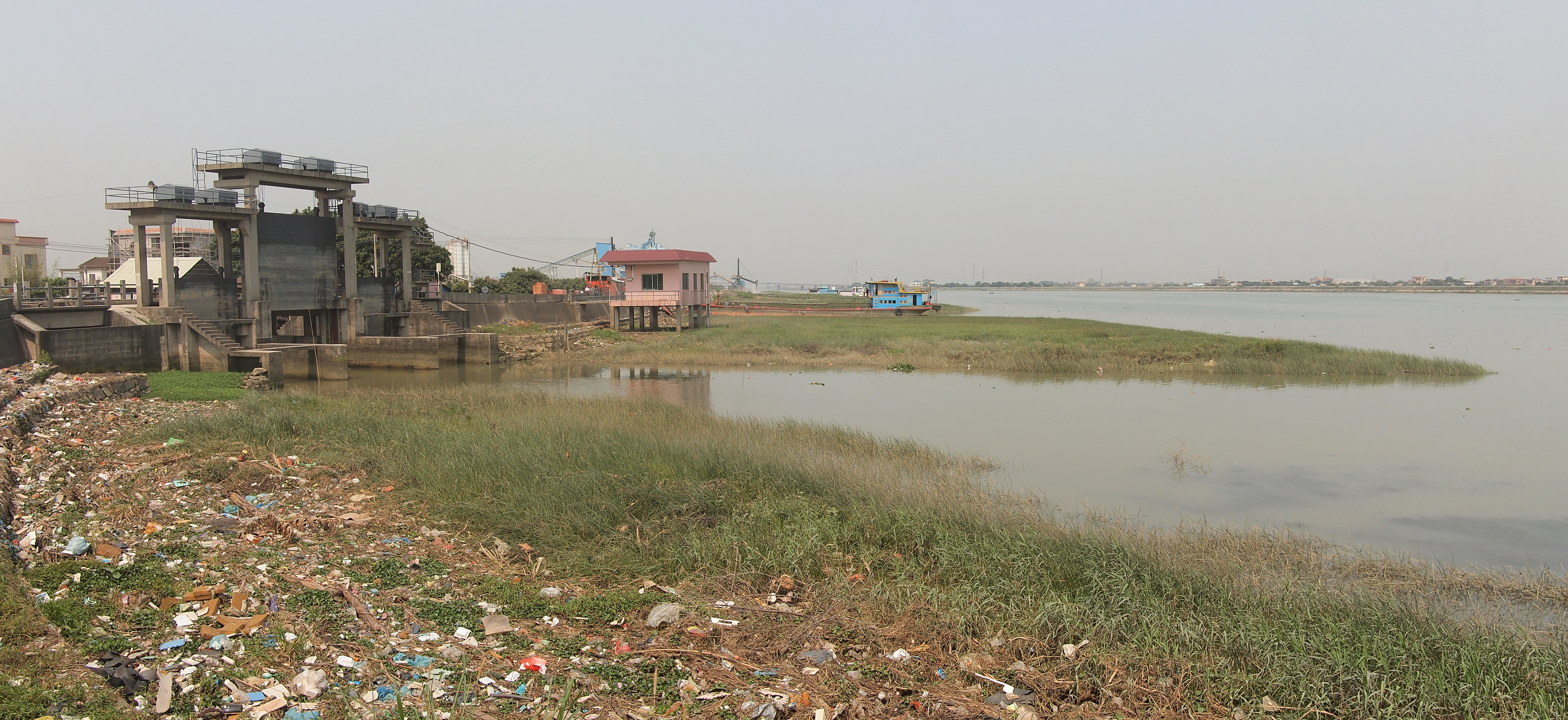
大岗镇庙青村以东庙清沙附近的蕉门水道。

蕉门水道，是珠江八大出海口门之一，位于中国广东省广州市南沙区中部，北段也称西樵水道，起自榄核镇（旧属番禺区）大坳村委会东北北斗坳口，接沙湾水道，蜿蜒东南流至西樵水道特大桥后左岸分出高沙河，干流转西南流至榄核镇雁沙下围右纳榄核涌，继续东南流至黄阁镇亭角村以西，左纳骝岗水道，至横沥镇长沙村右纳上、下横沥，至南沙街道水牛头渡口，左岸有凫洲水道与虎门相通。水道继续东南流至万顷沙镇十九涌东南经蕉门入海。水道全长34千米。水道沿岸地势平坦，水网密布。